# Raststätte Dammer Berge

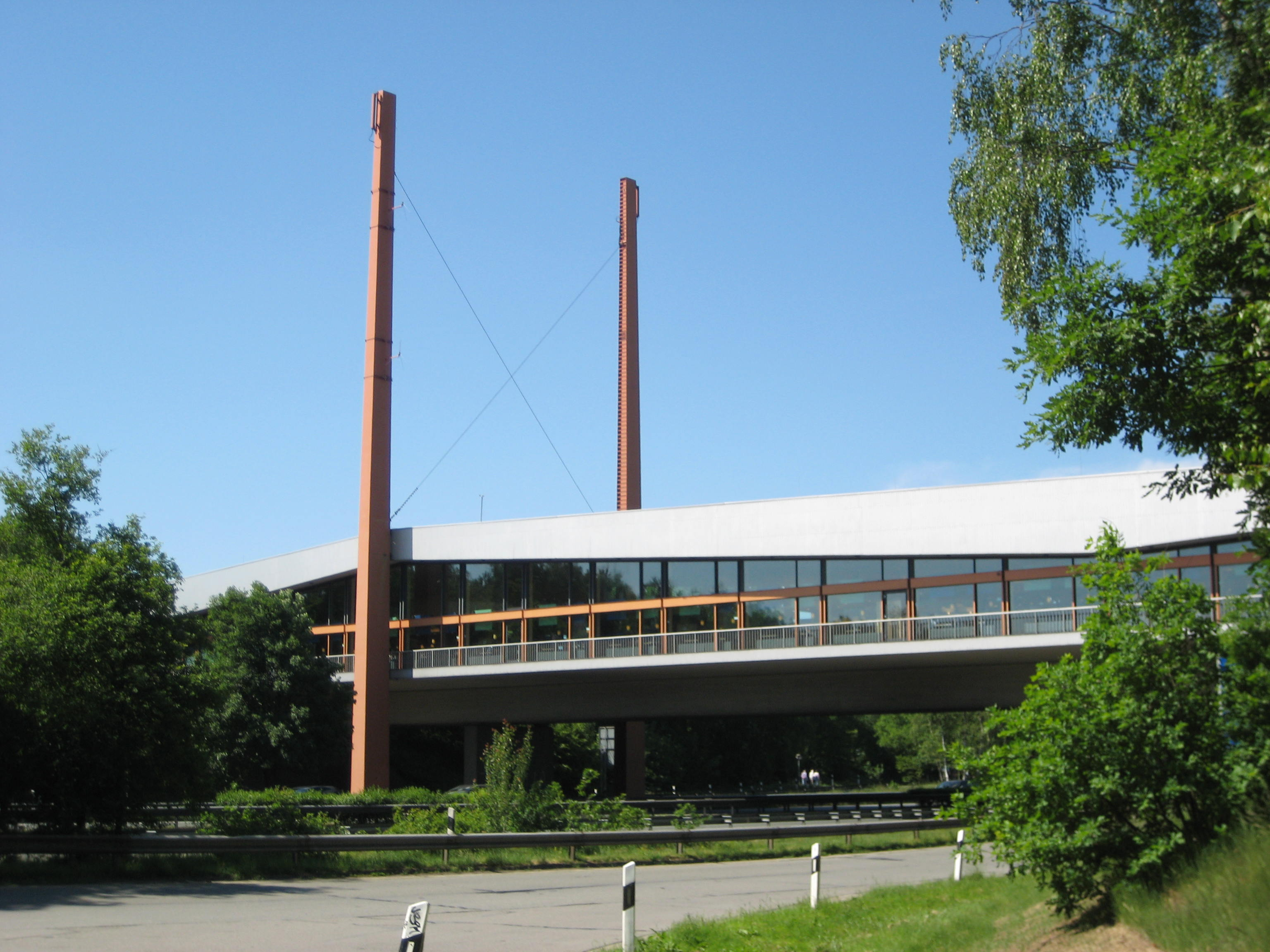
Raststätte Dammer Berge, Südseite

Die Raststätte Dammer Berge liegt an der Bundesautobahn 1 zwischen den Abfahrten Holdorf und Neuenkirchen-Vörden in Niedersachsen und verfügt über ein Brückenrestaurant, das zweite Bauwerk dieser Art in Deutschland. Die Bauform findet sich als Autobahnraststätte, welches die gesamte Fahrbahn überspannt, nur noch einmal an der A 9 mit der Rastanlage Frankenwald. Ihr Name bezieht sich auf den nahen Höhenzug Dammer Berge. Sie bewirtet etwa 1 Million Menschen im Jahr.

## Geschichte und Nutzung

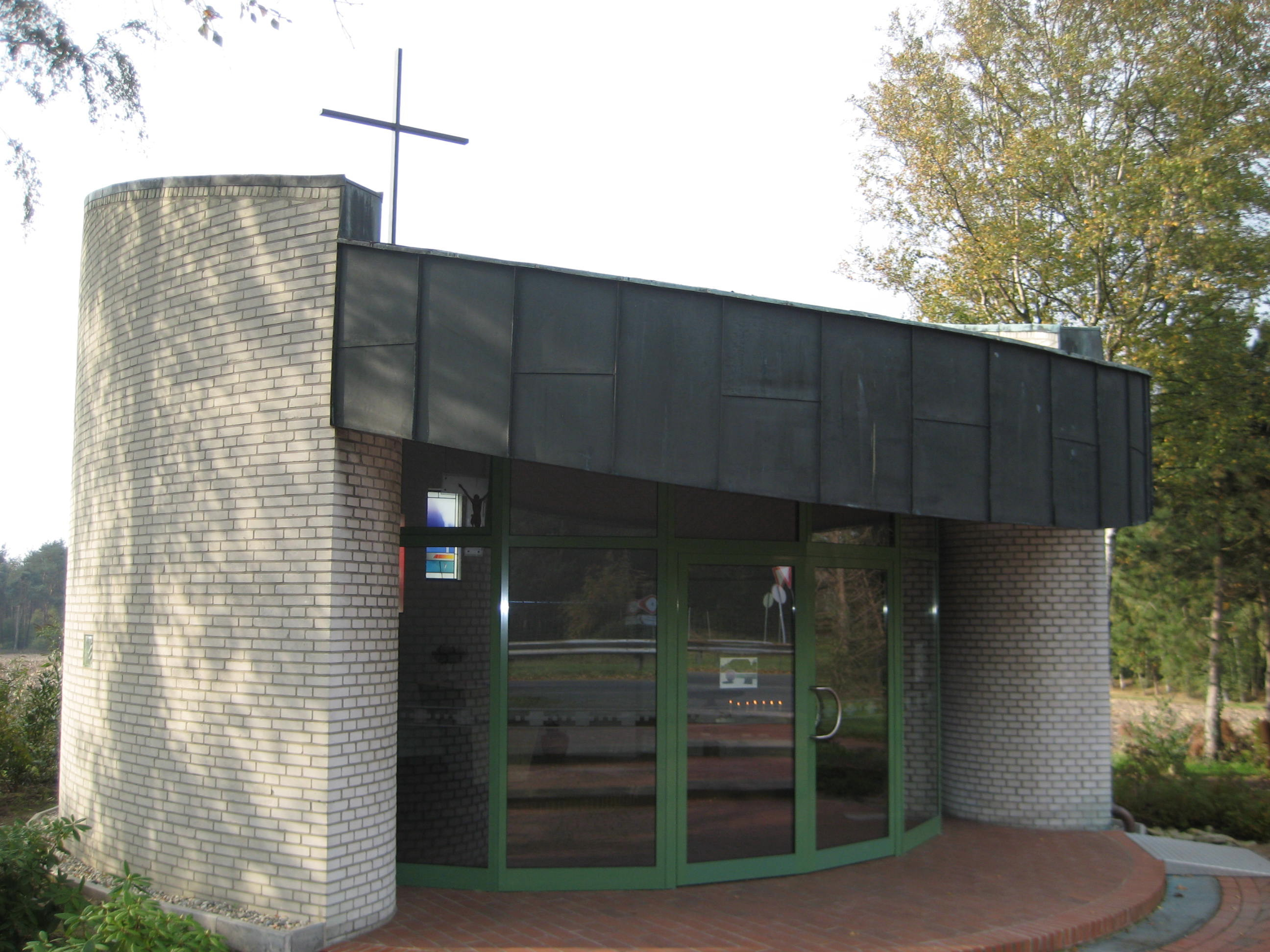
Ökumenische Autobahnkapelle

Erbaut wurde die Rastanlage von 1967 bis 1969 mit einer Tankstelle und Parkmöglichkeiten für 20 LkW und 65 PkW für jede Richtungsfahrbahn, einem Brückenrestaurant, einem Motel sowie einem Pächter- und Personalwohnheim. Auf dem Areal befindet sich außerdem seit 1970 auf der Westseite eine ökumenische Autobahnkapelle. Das Raststättengebäude entwarfen die Architekten Paul Wolters und Manfred Bock. Die Brückenkonstruktion soll ein verbindendes Element der durch die Autobahn getrennten Landschaftshälften sein. An der Ostseite ist das tieferliegende Wirtschaftsgebäude in die Dammböschung integriert, davor liegt der Wirtschaftshof. Die Baukosten betrugen 10 Millionen DM. Anfangs wurde die Raststätte als Restaurant mit Bedienung geführt, nur ein kleiner Teil beruhte auf Selbstbedienung. Im Jahr 1991 folgte ein größerer Umbau im Rahmen des Projektes „Raststätte der Zukunft“.
1998 wurde die Autobahnraststätte privatisiert und wird seitdem von der Firma Tank & Rast betrieben. Die heute als Selbstbedienungsrestaurant konzipierte Gaststätte verfügt über 360 Sitzplätze. An der Raststätte sind etwa 60 Mitarbeiter rund um die Uhr in drei Schichten beschäftigt. Neben dem Restaurant werden zwei Geschäfte mit einer Fläche von 100 m² auf dem Gelände betrieben. Auch ein Geldautomat ist vorhanden. Es bestehen zwei Außenspielplätze, jeweils auf der Ost- und Westseite, und eine Spielecke für Kinder innen. Es finden sich neben den  Toiletten als sanitäre Anlagen ein Wickelraum, ein Behinderten-WC und eine Fernfahrerdusche.
Auf der östlichen Seite wurde 1992 eine Windkraftanlage in Betrieb genommen, die vom damaligen Betreiber des Brückenrestaurants errichtet wurde. Sie hat eine Nennleistung von 75 kW. Die Nabe liegt in 37 Meter Höhe; der Rotor hat einen Durchmesser von 15,6 Meter.
Im Zuge der Parkplatzerweiterung 2011 wurde das Parkraumangebot um insgesamt 55 Lastwagen-Parkstände, 12 Busparkstände, 44 PKW-Parkstände, darunter 15 gesonderte Parkstände für PKW mit Anhänger, sowie um einen Gefahrgut/Schwerlaststandplatz erhöht.
Somit stehen nunmehr insgesamt 82 Parkstände für Lastwagen und 120 Parkstände für Autos zur Verfügung, hinzu kommen die neuen Sonderstellplätze. Für Menschen mit Behinderungen sind eigene Stellflächen ausgewiesen.
Die Westseite der Raststätte befindet sich auf dem Gebiet der Gemeinde Neuenkirchen-Vörden, wohingegen die Ostseite zur Gemeinde Holdorf gehört.

## Konstruktion Brückenrestaurant
Das insgesamt 103 Meter lange und 18 Meter breite Brückenrestaurant überspannt mit drei Feldern die Fahrbahn der A 1, die hier in einem sieben Meter tiefen Einschnitt liegt. Die Stützweiten betragen bei der mittleren Öffnung über der Autobahn 39 Meter und in den beiden Randfeldern jeweils 19,5 Meter. Getragen wird das Gebäude von einem schmalen Spannbetonhohlkasten, der auch als Rohrkeller genutzt wird. Der Hohlkasten weist oben eine beidseitig auskragende vorgespannte Stahlbetonplatte auf, auf der das eigentliche eingeschossige Gebäude, eine Stahlkonstruktion, angeordnet ist. Zwei auf der Westseite angeordnete, 38 Meter hohe Stahlpylonstiele dienen der Queraussteifung der Stahlkonstruktion und zur Be- und Entlüftung des Gebäudes. Aus Schallschutzgründen sowie für einen Wartungsumgang ist die vollständig geschlossene, raumhohe Aluminium-Fensterfassade um einen Meter eingerückt.